# Entomologija
Entomologija (grč. entomos ἔντομος "kukac" i logos λόγος "znanost") znanost je o kukcima. Zbog postojanja oko 1.3 milijuna opisanih vrsta kukaca koji čine dvije trećine svih živih organizama, starosti preko 400 milijuna godina, brojne interakcije s ljudima i drugim organizmima na Zemlji, entomologija je jako važna grana biologije. Iako tehnički neispravno, definicija entomologija se nekad koristi u slučaju proučavanja drugih organizama kao što su paučnjaci, crvi i puževi. Entomologija je usko povezana s mnogim granama nauke kao što su genetika, biokemija, sistematika, fiziologija, ekologija, morfologija, paleontologija, antropologija, anatomija, poljoprivreda i mnoge druge.

## Znanosti unutar entomologije
Unutar entomologije postoje podjele koje se odnose na proučavanje pojedinih vrsta kukaca kao što su:
- apiologija – pčele
- koleopterologija – tvrdokrilci
- dipterologija – muhe
- hemipterologija – bube
- lepidopterologija – leptiri
- mirmekologija – mravi
- ortopterologija – skakavci
- trihopterologija – vodeni moljci

## Proučavanje
Pionir proučavanja kukaca u južnim hrvatskim krajevima je austrijski zoolog i ihtiolog Franz Steindachner.